# Baritius discalis
Baritius discalis là một loài bướm đêm thuộc phân họ Arctiinae, họ Erebidae.